# Rio Maior
Rio Maior là một huyện thuộc tỉnh Santarém, Bồ Đào Nha. Huyện này có diện tích 271 km², dân số thời điểm năm 2001 là 21110 người.